# Szikka
Szikka (arab. شكا, Šikkā) – przemysłowe miasto w północnym Libanie, w kadzie Al-Batrun, położone na wybrzeżu Morza Śródziemnego, 65 km od Bejrutu. W lipcu 1976 roku miejscowość została zajęta przez Palestyńczyków i ich sojuszników, którzy dokonali masakry miejscowych chrześcijan. Dopiero wsparcie lokalnej samoobrony przez prawicowe milicje, sprowadzone z innych części kraju, umożliwiło wyparcie napastników i uratowanie miasta przed całkowitym zniszczeniem.